# Teatro Nacional de Brno

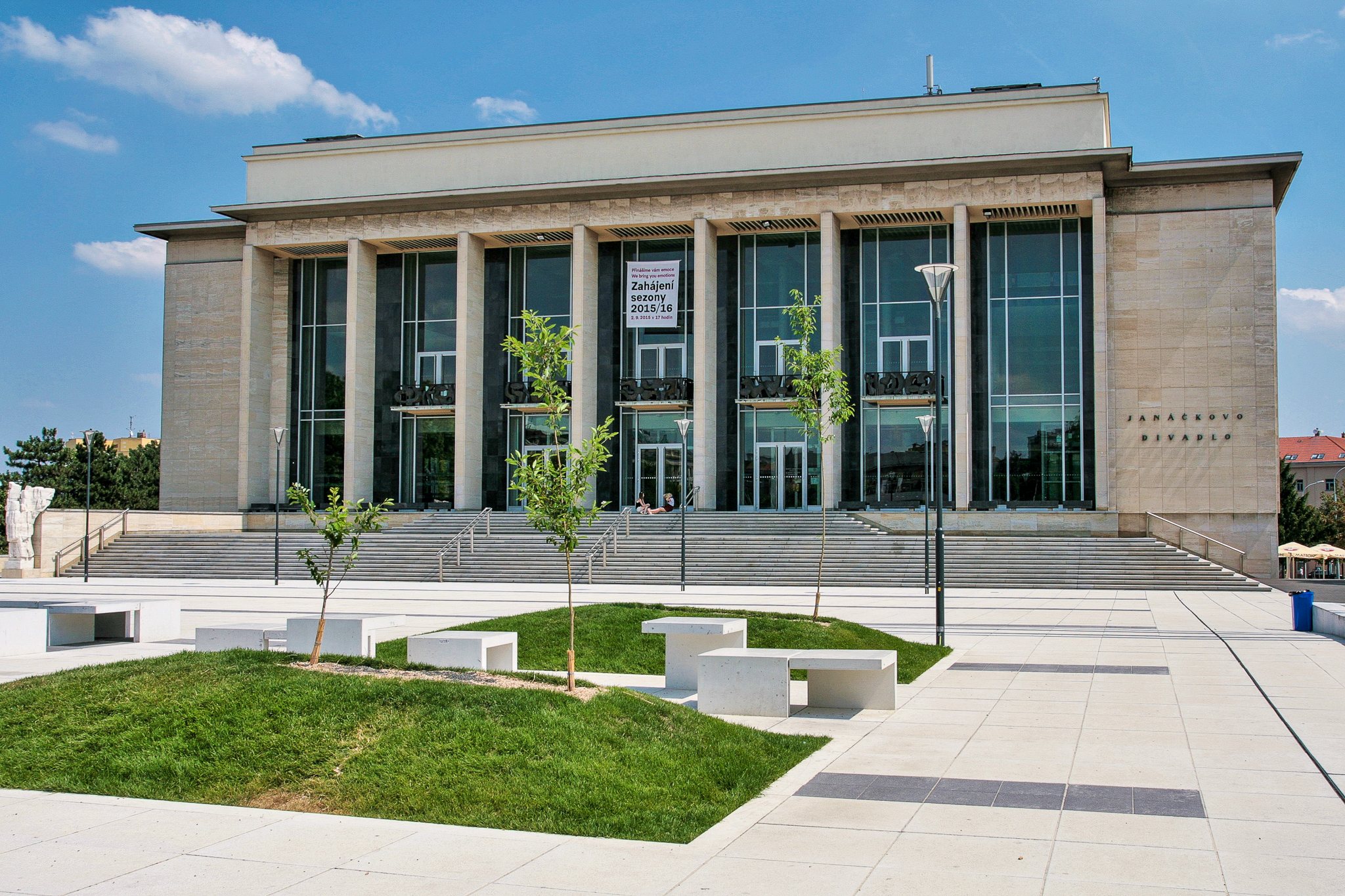
Teatro Janáček

El Teatro Nacional de Brno (en checo: Národní divadlo Brno) es el teatro principal de la ciudad checa de Brno. Fue inaugurado en 1884 siguiendo el estilo arquitectónico del Teatro Nacional de Praga. 

## Escenarios
En la actualidad consta de tres escenarios:
- Teatro Mahen (drama): Construido en 1882 como el Deutsches Stadttheater, fue el primer teatro europeo en iluminarse con luz eléctrica (diseñado por Thomas Alva Edison).
- Teatro Janáček (ópera, ballet): Un edificio moderno construido entre 1961 y 1965. Zdenĕk Neverla fue designado como director general de la Ópera Janáček en 1990.
- Teatro Reduta: Es el teatro más antiguo de Europa Central. En 1767, Wolfgang Amadeus Mozart dio un concierto allí a la edad de doce años.